# Felipe Temming
Felipe Temming (* 2. Juni 1974 in Münster) ist ein deutscher Rechtswissenschaftler und Hochschullehrer an der Gottfried Wilhelm Leibniz Universität Hannover.

## Leben und Wirken
Temming studierte ab 1995 Rechtswissenschaften an der Universität Trier. Nach einem Auslandssemester an der University of East London wechselte er an die Universität zu Köln. Dort legte er im Juli 2001 sein Erstes Juristisches Staatsexamen ab und schloss ein Studium Masterstudium an der London School of Economics and Political Science in Corporate and Commercial Law an, das er 2001 mit dem Master of Laws abschloss. Nach seiner Rückkehr nach Deutschland wurde er wissenschaftlicher Mitarbeiter von Ulrich Preis am Kölner Institut für Deutsches und Europäisches Arbeits- und Sozialrecht. Parallel dazu leistete er von 2002 bis zu seinem Zweiten Staatsexamen im Jahr 2004 im Bezirk des Oberlandesgerichts Köln sein Referendariat ab. 2007 wurde Temming von der Universität Köln mit der von Ulrich Preis betreuten arbeitsrechtlichen Schrift Altersdiskriminierung im Arbeitsleben – Eine rechtsmethodische Analyse zum Dr. iur. promoviert. Ab November war er als Akademischer Rat auf Zeit in Köln tätig und arbeitete an seiner Habilitation. Diese schloss er 2014 mit der konzernrechtlichen Schrift Der vertragsbeherrschende Dritte – Drittbeherrschte Schuldverhältnisse und Sonderverbindungen i.S.d. § 311 Abs. 2 Nr. 3 BGB unter besonderer Berücksichtigung des Konzernhaftungsrechts und dem Habilitationsvortrag zur Abnahme im Werkvertragsrecht ab, sodass ihm die Universität Köln die Venia legendi für die Fächer Bürgerliches Recht, Arbeitsrecht, Handels- und Gesellschaftsrecht, Internationales Privatrecht, Sozialrecht und Europarecht verlieh.
Es folgten Lehrstuhlvertretungen an den Universitäten Frankfurt am Main und Bremen, bevor er einen Ruf der Universität Hannover annahm. Dort hat er seit Oktober 2016 den ordentlichen Lehrstuhl für Bürgerliches Recht, Arbeits- und Wirtschaftsrecht inne. Seit dem 1. April 2025 ist er Studiendekan der juristischen Fakultät.
Seine Forschungsschwerpunkte liegen im Bürgerlichen Recht, Arbeitsrecht, Handels- und Gesellschaftsrecht, Sozialrecht, internationalen Privatrecht und Europarecht.

## Schriften (Auswahl)
- Die Urlaubs- und Lohnausgleichskasse im Kontext des Gemeinschaftsrechts. Peter Lang-Verlag, Frankfurt am Main 2006, ISBN 978-3-631-55039-7.
- Altersdiskriminierung im Arbeitsleben – Eine rechtsmethodische Analyse. C.H. Beck, München 2008, ISBN 978-3-406-57678-2 (Dissertation).
- Der vertragsbeherrschende Dritte – Drittbeherrschte Schuldverhältnisse und Sonderverbindungen i. S. d. § 311 Abs. 3, 2 Nr. 3 BGB unter besonderer Berücksichtigung des Konzernhaftungsrechts. Nomos, Baden-Baden 2015, ISBN 978-3-8487-1956-3 (Habilitationsschrift).